# Noa
Noa（ノア、3月24日 - ）は、日本の女性シンガーソングライターである。仙台を拠点に活動。NO DOUBT TRACKS所属。以前はKAORUという名義で活動していた。

## 略歴・人物
宮城県登米市出身。幼い頃から習っていたピアノと音楽好きな母親の影響を受け、幼い頃から音楽に触れながら育ってきた。
2007年（平成19年）、NO DOUBT TRACKSに加入。同年10月、オムニバスアルバム『Ride On West』収録の「西吹く風/Nesco feat.Kaoru」で歌手デビューを果たす。
2008年（平成20年）7月、「一緒に行こう」が配信限定シングルとしてリリース。同曲は任天堂・Wii専用ゲームソフト「めざせ!!釣りマスター世界にチャレンジ!編」のテーマソング及びCMソングに起用された。同年12月、LGYankeesが総合プロデュースを手掛けたアルバム『LUCY LOVE』でCDデビュー。このアルバムでは、アメリカ合衆国カリフォルニア州の服飾ブランド「LUCY LOVE」の商標および衣装がタイアップされている。
2009年（平成21年）4月からはDate fm「FROM S NEO」にてレギュラーDJを務めている。同年8月には、再びLGYankeesが総合プロデュースを手掛けた2枚目のアルバム『LUCY LOVE -SEASON II-』を発売し、前作と同様に服飾ブランドの「LUCY LOVE」とタイアップしている。
2011年（平成23年）9月、同じ事務所のLGYankeesらと共にこれまで所属していたハドソン・ミュージックエンタテインメントからキングレコードのダンスミュージックレーベルであるVenus-Bへ移籍することが発表された。
2014年（平成26年）レコード会社をVenus-Bから日本クラウンのレーベル「CROWN VenuS」に移籍する。

## ディスコグラフィー

### アルバム
|        | 発売日         | タイトル                  | 規格品番                                          |
| ------ | -------------- | ------------------------- | ------------------------------------------------- |
| 1st    | 2008年12月3日  | LUCY LOVE                 | QWCH-10005                                        |
| 2nd    | 2009年8月5日   | LUCY LOVE -SEASON II-     | 初回限定盤 QWCH-10006 通常盤 QWCH-10007           |
| mini   | 2009年12月16日 | LUCY LOVE -WINTER SEASON- | 初回限定盤 QWCH-10014 通常盤 QWCH-10015           |
| 3rd    | 2010年8月18日  | Noaism                    | QWCH-10021                                        |
| 4th    | 2011年12月7日  | N                         | 初回限定盤 KICS-91734 通常盤 KICS-1734            |
| best   | 2012年7月11日  | Noa's LOVE                | 初回盤 KICS-91786 通常盤 KICS-1786                |
| その他 | 2015年5月13日  | Quads                     | 初回盤 CRCP-40405 通常盤 CRCP-40406               |
| カバー | 2015年10月14日 | 愛がなければ              | 初回盤 CRCP-40430 通常盤 CRCP-40431               |
| 5th    | 2017年4月26日  | Supple                    | Type-A (CD+DVD) CRCP-40503 Type-B (CD) CRCP-40504 |

### ミュージックビデオ
| 監督           | 曲名 |
| 大久保拓朗     | 「See You... feat.LGYankees HIRO」「幸せの鍵」 |
| 柿本ケンサク   | 「I wanna say」 |
| 加登屋寛       | 「Tears」 |
| 橘田智緒       | 「フェイク・ラブ feat. 0TU1」 |
| 丹羽孝友       | 「願い」 |
| 真島ヒロシ     | 「愛した君がいた feat.LGYankees, LGMonkees」 |
| ムラカミタツヤ | 「約束... feat.LGYankees」(出演:スザンヌ) |
| 不明           | 「KO.A.KU.MA Ⅱ feat.MAICHI」「Special Thanks for」「WINTER SONG」「far away feat.SO-TA」「過ぎ去りし日のアイノウタ feat.吉見一星」「信じてる」(出演:武本真梨子) |